# Garonne
Garonne (catalansk og Occitansk Garona/garunɵ) er en flod i Sydvestfrankrig og Nordspanien, der løber mellem Pyrenæerne og Biscayabugten med en samlet længde på 575 kilometer.

## Navn
Navnet "Garonne", Garumna i antikken, betyder 'flod' i gasconsk, der er det lokale dialekt af sproget occitansk. Ordet stammer fra det aquitainske (uddødt sprog i familie med oldbaskisk) ord *kharr-, som betyder klippe, lig det moderne baskiske harri = "sten", og fra en før indoeuropæisk endelse -unn-, -onna som betyder "kilde, flod", og som kan genfindes i navnene på mange vesteuropæiske floder (så som Seinen eller Saône)

## Geografi
Floden har sin kilde i Val d'Aran i de spanske Pyrenæer, og flyder via Toulouse mod Bordeaux. Efter Bordeaux møder Garonne floden Dordogne, og disse to floder danner så Girondeestuariet, som efter op mod 97 kilometer munder ud i Biscayabugten i Atlanterhavet. I sit løb forenes Garonne med tre andre store floder, Ariège, Tarn og Lot. Andre vigtige sidefloder er Save og Gers.
Garonne er en af få floder i verden som har tidevandsbølger. Surfere og andre vandsportsudøvere kan ride på tidevandsbølgen fra Atlanterhavet og ind forbi landsbyen Cambes, som ligger omkring 112 km fra kysten.

## Byer langs floden
- Val d'Aran (Spania): Vielha
- Haute-Garonne: Saint-Gaudens, Muret, Toulouse
- Tarn-et-Garonne: Castelsarrasin
- Lot-et-Garonne: Agen, Marmande
- Gironde: Langon, Bordeaux, Blaye, Le Verdon-sur-Mer
- Charente-Maritime: Royan

## Største sidefloder
| - Pique - Ourse - Neste - Salat - Volp - Arize | - Louge - Ariège - Touch - Save - Gimone - Hers-Mort | - Tarn - Arrats - Gers - Baïse - Lot - Dropt | - Ciron - Gat mort - Devèze - Jalle de Blanquefort |

## Færdsel
Garonne spiller en vigtig rolle i indlandstransport med skib. Via floden kan større havgående skibe nå helt til havnen i Bordeaux, til Pont de Pierre (stenbroen). Floden er også en del af Canal des Deux Mers, kanalen som forbinder Middelhavet med Atlanterhavet. Denne kanal er en kortere og sikrere vej for godstransport fra jordbrugsområderne i Sydfrankrig til Atlanterhavet. Flodbåde kan sejle opstrøms til Castets-en-Dorthe, hvor floden møder Garonnekanalen (Canal Latéral à la Garonne). På kanalen kan bådene gå gennem 53 sluser til byen Toulouse, hvor den møder Canal du Midi. Disse to kanaler danner sammen Canal des Deux Mers.
Garonnekanalen udgjorde et af forrige århundreds største europæiskeinfrastrukturprojekter, da den blev tilrettelagt til en standard pramstørrelse på 38 x 5 meter. Den franske ministeren Freycinet beordrede at alle kanaler med vigtig langtransport skulle tilpasses disse standarddimensioner. Alle de tidligere 30 meter lange sluser blev forlænget for at følge den nye standard. Den andre halvdel af Canal des Deux Mers, Canal du Midi, slap delvis uden om omlægningen, efter kommerciel transport på kanalerne var stærkt reduceret da byggearbejdet nåede områderne hvor de fleste sluser ligger. Omlægningsarbejdet blev stoppet, noget som førte til at de omkring 300 år gamle strukturer i Canal du Midi blev bevaret, og kanalen i 1996 kom på UNESCOs liste over verdensarvsteder.
42°37′04″N 0°58′08″Ø / 42.6178°N 0.9689°Ø